# Đại hội Xô viết
Đại hội Xô viết là cơ quan chủ quản tối cao của Cộng hòa Xã hội chủ nghĩa Xô viết Liên bang Nga và một số khác nước thuộc Liên Xô 1917-1936 và một lần nữa từ năm 1989 đến năm 1991. Sau khi thành lập Liên bang Xô viết, Đại hội Xô viết Liên Xô đóng vai trò là chi nhánh lập pháp của nó cho đến khi giải thể vào năm 1936. Tên đầy đủ ban đầu của nó là "Đại hội Liên Xô Công nhân, Đại biểu của Quân nhân và Nông dân. Đôi khi nó còn được gọi là "Đại hội Đại biểu Nhân dân".

## Nga Xô viết và Liên Xô
Đại hội Xô viết là một hội nghị gồm đại diện của các hội đồng địa phương. Về lý thuyết, đó là quyền lực tối cao Nhà nước Xô viết, một cơ quan của chế độ độc tài của giai cấp vô sản. Không tư sản, không quý phái, không quý tộc, không linh mục có thể bỏ phiếu - chỉ những người làm việc. Chính thức, Quốc hội Liên Xô đã tạo ra luật pháp và bầu ra Hội đồng Chính ủy Nhân dân, đó là chính phủ. Tạm thời, chức năng của nó được thực hiện bởi các cơ quan điều hành được chỉ định, xem VTsIK. Trong thực tế, Quốc hội ngày càng trở nên bảo vệ những người Bolshevik sau Cách mạng Nga.
Vào thời điểm Lenin qua đời vào năm 1924, Đại hội Xô viết chỉ thực sự đóng dấu cao su vào các quyết định của Đảng cộng sản và phục vụ như một bộ lạc tuyên truyền. Hiến pháp năm 1936 bị loại bỏ Đại hội Xô viết, làm cho Xô viết tối cao Liên Xô tổ chức lập pháp cao nhất của nó. Trong thời gian này, Ban Chấp hành Trung ương Đảng Cộng sản Liên Xô AUCP (b) đã tổ chức kiểm soát trên thực tế đối với chính phủ.
- Đại hội Xô viết toàn Nga lần thứ tám ngày 29 tháng 12 năm 1920